# Blick zurück im Zorn
Blick zurück im Zorn (Originaltitel: Look Back in Anger) ist ein Schauspiel des britischen Dramatikers John Osborne in drei Akten, das am 8. Mai 1956 in London uraufgeführt wurde und literaturgeschichtlich als programmatisches Kernwerk der Angry Young Men gilt. Das Werk gab einen entscheidenden Anstoß für die Entfaltung des modernen englischen Theaters.

## Handlung
Jimmy Porter ist 25 Jahre alt und betreibt einen Süßwarenstand gemeinsam mit seiner Frau Alison. Sie hat ihn gegen den Willen ihrer Eltern geheiratet; sie leben in einer beengten Mansardenwohnung. Zwischen den Ehepartnern bestehen große Standesunterschiede: Jimmy ist aus der Arbeiterklasse und Alisons Familie bürgerlich; ihr Vater arbeitet für das Militär. Auch im Charakter wird die Gegensätzlichkeit der beiden deutlich: Alison ist zurückhaltend und apathisch; Jimmy ist cholerisch und führte das auf die Gefühlskälte seiner eigenen Mutter zurück. Sie hat Jimmys Vater verlassen. Jimmys Wut richtet sich dabei vor allem gegen Repräsentanten der Mittelklasse, zu der auch Alison gehört.

### Erster Akt
Jimmy und Cliff lesen die Sonntagszeitung, während Alison bügelt. Im Verlauf des Aktes wird Jimmy zunehmend ausfallender ihr gegenüber und demütigt sie gegenüber Cliff regelrecht. Die Lage wird immer unkontrollierbarer, bis der Unfug, den Jimmy treibt, damit endet, dass das Bügeleisen Alison am Arm verbrennt. Jimmy stürmt von der Bühne und spielt versteckt Trompete. In einem vertraulicheren Moment erklärt Alison Cliff, dass sie ungewollt schwanger ist und nicht weiß, wie sie es Jimmy mitteilen soll. Cliff ermutigt sie, dies in jedem Fall bald zu tun. Als Jimmy auf die Bühne zurückkommt, sagt Alison, dass ihre Freundin Helena vorbeikommen wird. Aus Jimmys zorniger Reaktion kann man schließen, dass er sie verachtet.

### Zweiter Akt
Es ist wieder Sonntag. Helena und Alison sitzen zusammen in der Küche und Alison schildert, warum sie Jimmy erwählt hat: Durch seine rebellische Art erschien er ihr wie ein „Ritter“.
Jimmy betritt die Bühne und schimpft auf die beiden Frauen, besonders auf Helena. Als die beiden gehen wollen, glaubt er, betrogen zu werden. Durch ein wichtiges Telefonat wird er abgelenkt, sodass Helena die Gelegenheit ergreift, ihrer Freundin zu erzählen, dass sie ihre Eltern angerufen hat, damit diese sie „retten“ mögen.
Nach einem Bruch in der Szene sieht man Alison mit ihrem Vater, der einen sympathischen Charakter darstellt und sie wieder mit nach Hause nimmt.
Helena taucht erneut auf und gibt Cliff eine Notiz für Jimmy, der jedoch lehnt die Übergabe ab. Dann stürmt Jimmy herein und bedroht sie, sie solle ihm aus dem Weg gehen. Sie wiederum erzählt ihm, dass Alison schwanger ist, was ihn zwar überrascht, aber nicht daran hindert, sich weiter aufzuregen. Doch schließlich beginnen die beiden einander leidenschaftlich zu küssen und lassen sich auf das Bett fallen.

### Dritter Akt
Monate später steht Helena wieder am Bügelbrett und wird von Jimmy sehr viel wohlwollender behandelt, als Alison einst. Die beiden und Cliff gehen in ein Varieté und er erzählt ihnen, dass er ausziehen wird. Die drei wollen eine letzte Nacht unter Freunden verbringen, und als Jimmy dann die Wohnungstür öffnet, steht eine mitgenommen aussehende Alison vor ihm. Doch er interessiert sich nicht für sie und geht. Es kommt zu einem weiteren Bruch, nach dem Alison Helena schildert, dass sie das Baby verloren habe – dies hatte ihr Jimmy im 1. Akt noch gewünscht. Die beiden versöhnen sich, aber Helena sieht ein, dass sie unmoralisch gehandelt hat, und beschließt zu gehen. Sie erklärt Jimmy die Situation und er verabschiedet sie sarkastisch.
Das Stück endet überraschend: Jimmy und eine durch den Kindesverlust gereifte Alison versöhnen sich wieder auf der vertrauten spielerisch-animalischen Ebene als „Super-Bär“ und „Eichhörnchen“. Der Dramenschluss lässt allerdings offen, ob sie mit der Wiederholung ihrer einstigen imaginären Spielidylle eine neue Basis für ein weiteres gemeinsames Leben gefunden haben.

## Ausgewählte Aufführungen

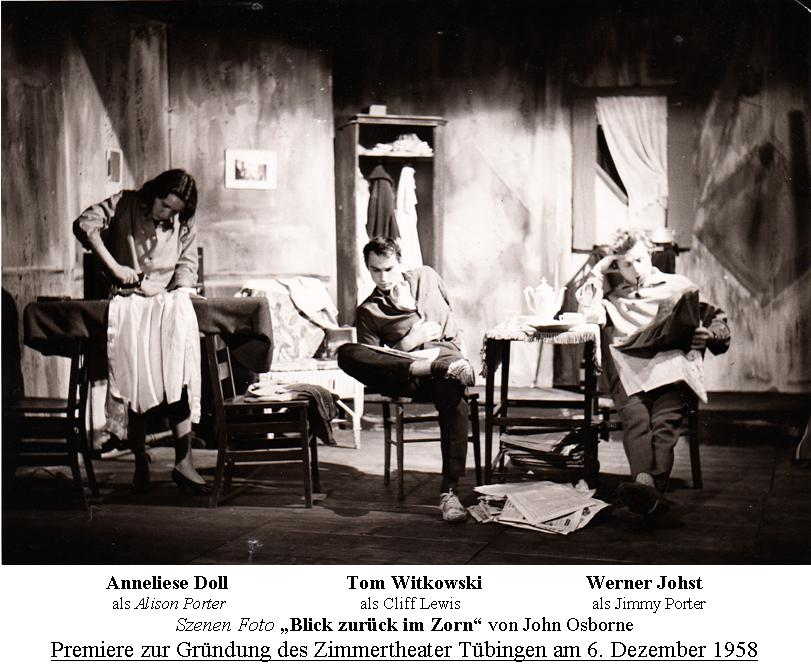
Aufführung in Tübingen 1958

- Bei der Uraufführung 1956 am Royal Court Theatre in London spielte Kenneth Haigh Jimmy, Mary Ure Alison, Alan Bates Cliff, Helena Hughes Helena und John Welsh Colonel Redfern. Angeblich hörte man das Publikum nach Luft schnappen, als es des Bügelbretts auf der Bühne ansichtig wurde.[1]
- Ein Jahr später zog das Stück zum Broadway um, wo es von Tony Richardson inszeniert wurde. Helena Hughes wurde durch Vivienne Drummond ersetzt, und das Stück erhielt im Folgenden drei Tony-Awards-Nominierungen. Kenneth Haighs Darstellung des Jimmy bewegte eine junge Zuschauerin dazu, die Bühne zu erklimmen und ihm eine Ohrfeige zu erteilen.[2]
- Das Stück debütierte in Deutschland am 7. Oktober 1957 im Schlossparktheater in Berlin.
- Bei der Gründungspremiere des Zimmertheater Tübingen am 6. Dezember 1958 spielte Werner Johst Jimmy, Anneliese Doll Alison, Tom Witkowski Cliff, Gerda Kramer Helena und Fred Raben Colonel Redfern.[3]

## Rezeption: Eine neue Dramengattung?
Das Stück wurde verschieden aufgenommen. Ivor Brown sagte in einer Rezension für BBC Radio, das Stück sei eine Zeitverschwendung gewesen. Andererseits erntete das Stück auch Lob wegen des schonungslosen Blicks auf die Jugend der damaligen Zeit. Theaterkritiker Kenneth Tynan nannte es das „beste Jugendstück des Jahrzehnts“. Der Daily Express nannte es „beeindruckend, zornig, fiebernd undiszipliniert und vor allem jung“. Alan Sillitoe, Autor der Erzählung Die Einsamkeit des Langstreckenläufers, der wie Osborne zu den Angry Young Men gezählt wurde, befand, Osborne habe „...nicht zum britischen Theater beigetragen, er hat eine Landmine ausgelöst und das meiste davon in die Luft gejagt.“ Theaterhistoriker Dominic Shellard stellt die Dominanz des Stückes in Frage und weist darauf hin, dass ein Großteil des britischen Theaters in den zehn Jahren vor der Look Back Uraufführung lebendig und anspruchsvoll war. Die Theaterkritik florierte. Theaterproduzenten und Institutionen wie das National Theatre und die Royal Shakespeare Company spielten eine viel größere Rolle als das Jugendwerk eines Osborne.
Langfristig ging das Stück jedenfalls in den Kanon ein und galt vielen geradezu als Paradigmenwechsel; eine Erklärung der veränderten Sichtweise lag in der Tatsache, dass die angry young men den Zweiten Weltkrieg nicht im Soldatenalter erleben mussten und daher auch kritischer auf die Nachkriegskultur in England schauten. Michelene Wandor bemerkte 1988, dass Osbornes Stück „den Anfang machte mit einer neuen Darstellungsweise für das zeitgenössische Geschehen im Theater“.
Nach der Uraufführung wurde John Osborne der erste Schriftsteller, der als angry young man bezeichnet wurde. Mit diesem Schlagwort assoziierte man nach dem Erfolg des Stückes junge intellektuelle Schriftsteller, deren politische Ansichten radikal oder sogar anarchistisch waren und deren Werke sich durch Gesellschaftskritik auszeichneten. Soziale Entfremdung war ein häufiges Thema in dieser Literaturgattung. Vergleichbare Dramen dieser Gattung, ebenfalls von jungen Autoren am Anfang ihrer Karriere verfasst, sind A Kind of Loving (1960/1962) von Stan Barstow und A Taste of Honey von Shelagh Delaney (1958/1961). Steve Vineberg stellte fest, dass Blick zurück und The Entertainer, Osbornes bald darauf folgendes Theaterstück, nicht nur den Anfang, sondern auch den Höhepunkt von Osbornes Wirken darstellen; kein weiteres Werk des aus London stammenden Verfassers, der keinen höheren Schulabschluss hatte, habe eine vergleichbare Qualität erreicht, so Vineberg.

### Nachleben des Titels als rhetorischer Ausdruck im Englischen
Die Phrase Look Back in Anger ist in die englische Sprache eingegangen und wird bis heute häufig verwendet. Das David Bowie Lied mit demselben Titel (Look Back in Anger) aus dem Jahr 1979 hat inhaltlich nichts mit dem Theaterstück zu tun, ist dennoch eine Bestätigung der weitläufigen Rezeption von Osbornes Titelauswahl, das in den Jahrzehnten nach der Theaterpremiere als allgemeinen Ausdruck in die englische Sprache einging.
Dasselbe gilt für den Popsong Don’t Look Back in Anger (1995) von der Britpop-Band Oasis. Die meistverkaufte Single in der Bandgeschichte von Oasis erwähnt eine „Sally“, aber dieser Name kommt in Osbornes Drama nicht vor.
Ein anerkannter Professor für Statistik und Datenverarbeitung verwendete den Titel des Theaterstücks als die Überschrift seiner Abtrittsvorlesung im Jahr 2002 an der Universität Bielefeld. Er resümierte: „Die Hauptfigur heißt Jimmy Porter, ich fühlte – nicht nur damals – sie hätte auch Peter Naeve heißen können.“

## Das Stück im Privatleben des Verfassers
Blick zurück im Zorn wurde durch Osbornes eigene Biographie beeinflusst. In seiner Ehe mit Pamela Lane lebte er selber in einer engen Wohnung in Derby. Seine Ehefrau nahm seine Theaterambitionen nicht ernst. Madeline, Jimmys verlorene Liebe, basiert auf Stella Linden, einer Schauspielerin, die ihn erstmals zum Schreiben ermutigt hatte.
Osborne ging nach der Uraufführung eine Beziehung mit der Alison-Darstellerin Mary Ure ein und verließ seine Ehefrau für sie (1957).

## Verfilmung
1959 erschien eine Verfilmung des Stücks. Mary Ure nahm ihre Rolle wieder auf, und Richard Burton spielte Jimmy Porter. Burton hatte bereits Starstatus, entwickelte mit dem Osborne Stoff jedoch einen wesentlichen neuen Schwerpunkt in seinem Repertoire; die Darstellung von jungen Männern unter psychischem Druck setzte er 1966 in Wer hat Angst vor Virginia Woolf? fort.

## Nachweise
1. ↑  Look Back in Anger, May 1956. 21. Mai 2003, abgerufen am 3. April 2021 (englisch).
2. ↑  Michael Coveney: Kenneth Haigh obituary. In: The Guardian. 13. Februar 2018, archiviert vom Original (nicht mehr online verfügbar); abgerufen am 16. Mai 2021 (englisch).
3. ↑  Zimmertheater, Tübingen. In: privattheater-bawue.de. Archiviert vom Original am 16. Mai 2021; abgerufen am 16. Mai 2021.
4. ↑  Ivor Brown für The Critics von BBC Radio
5. ↑  Knaurs großer Schauspielführer, 1985, S. 510
6. ↑  Daily Express, Kritik nach der Uraufführung am 8. Mai 1956
7. ↑  Dominic Shellard: British theatre since the war. Yale University Press, New Haven 1999, ISBN 978-0-300-14791-9.
8. ↑  Helene Keyssar, Michelene Wandor: Look Back in Gender. In: Theatre Journal. Band 40, Nr. 2, Mai 1988, S. 280, doi:10.2307/3207672, JSTOR:3207672.
9. ↑  Steve Vineberg: Breakthrough. In: The Threepenny Review. Nr. 122, 2010, S. 22–24, JSTOR:20787834.
10. ↑  Peter Naeve: Look back in Anger. (PDF) In: uni-bielefeld.de. 2012, archiviert vom Original (nicht mehr online verfügbar); abgerufen am 18. Mai 2021.